# Bella Poarch
Bella Poarch (San Fabian, 9 februari 1997) is een Filipijns-Amerikaanse zangeres en internetpersoonlijkheid. Op 17 augustus 2020 maakte ze de meest gelikete video op TikTok, waarin ze lipsynchroniseert op het nummer "M to the B". Ze is de meest gevolgde tiktokker in de Filipijnen. In mei 2021 bracht ze haar debuutsingle "Build a Bitch" uit.
In februari 2023 had ze meer dan 92 miljoen volgers op TikTok, waarmee ze de op twee na meest gevolgde persoon op het platform was, achter Charli D'Amelio en Khaby Lame. Ze heeft het record voor de meest gelikete TikTok-video, met meer dan 60 miljoen likes. In 2021 tekende ze een muziekplatencontract bij Warner Records.

## Vroege leven
Bella Poarch werd geboren op 9 februari 1997 in San Fabian in de Filipijnse provincie Pangasinan. Ze werd door haar grootmoeder in de sloppenwijken opgevoed tot ze drie jaar was en werd daarna geadopteerd. Haar adoptievader is een Amerikaan die in het Amerikaanse leger heeft gediend, haar adoptiemoeder is Filipijns. Beide adoptieouders hadden elkaar ontmoet in Saoedi-Arabië, waar haar vader was gestationeerd voordat ze zich op de Filipijnen vestigden. Ze woonde op een boerderij in Pangasinan met haar gezin: twee oudere (geadopteerde) zussen, haar adoptieouders en een (geadopteerde) broer. In een interview vertelt ze dat zij en haar broer gedurende een groot deel van haar jeugd werden misbruikt, tot aan haar inschrijving in het leger. Vanaf haar zevende moest ze taken op de boerderij verrichten zoals dierenpoep opruimen, soms op straffe van maaltijdonthouding. Ze vertelt dat haar adoptiezusjes niet dezelfde behandeling kregen als zij. Poarch zegt dat haar vader verbaal en fysiek gewelddadig was, terwijl haar moeder zich er niet mee bemoeide.
Tijdens de taken rondom het huis zong Poarch graag. Op haar zevende merkte haar broer op dat ze goed kon zingen. Hoewel het haar verboden was ging Poarch, buiten het weten van haar ouders om, meedoen aan zangwedstrijden op school, waarmee ze naar eigen zeggen 36 medailles won.
Toen haar vader met gezondheidsklachten voor een bypassoperatie naar de Verenigde Staten moest, verhuisde haar familie (behalve haar twee oudere zussen, die in de Filipijnen bleven wonen) naar Californië, waar ze in Fresno naar school ging en op haar zestiende slaagde. Daarna verhuisde het gezin naar Texas. Ze zegt dat het misbruik was afgenomen, maar dat ze thuis nog steeds te maken kreeg met mentale mishandeling van haar vader.

## Militaire loopbaan
Op haar zeventiende besloot ze, net als haar oudere broer eerder ook had gedaan, zich aan te melden bij de United States Navy. Daar ging ze werken als aviation ordnanceman en was verantwoordelijk voor het beheer en onderhoud van wapens aan de helikopters op een vliegdekschip. Ze is gestationeerd geweest in Japan en Hawaï. Ze zong in die tijd ook mee in een militair koor. Ze heeft vier jaar gediend, toen vanwege psychische problemen haar contract niet werd verlengd; ze werd gediagnosticeerd met depressie en PTSS.

## Muzikale loopbaan
In januari 2020 maakte Poarch haar TikTok-account aan. In april begon ze ook zelf TikTok-video's te maken, vooral op basis van gaming- en cosplaycontent. Ze kreeg bekendheid in augustus 2020, toen haar lipsynchronisatievideo's viraal gingen, met name haar video waarin ze lipsynchroniseert op "Sophie Aspin Send", beter bekend als "M to the B", van de Britse rapper Millie B. De ingezoomde video van haar lipsynchronisatie op dat deuntje en ritmisch stuiteren ging viraal en werd TikToks meest gelikete video aller tijden.
In mei 2021 tekende Poarch een muziekplatencontract bij Warner Records. Op 14 mei 2021 bracht ze haar debuutsingle "Build a Bitch" uit. De bijbehorende videoclip, die op YouTube verscheen, werd gemaakt met Daniel Virgil Maisonneuve, de producer-songwriter beter bekend als Sub Urban. De video bevat een aantal andere bekende internetpersoonlijkheden, waaronder Valkyrae, Mia Khalifa, Bretman Rock en ZHC.
Poarch bracht haar eerste EP Dolls uit op 12 augustus 2022. Het bevat haar vorige singles, "Build a Bitch", "Inferno" en "Dolls", evenals de nieuwe nummers "Villain", "No Man's Land" en "Living Hell". Een videoclip voor "Living Hell" verscheen naast de EP. Naast dat ze al te zien was in de muziekvideo voor "Dolls", is Grimes co-ster in "No Man's Land". Rolling Stone omschreef de nummers van de EP als dark pop.

## Privéleven
Poarch woont in Los Angeles. Ze heeft een voorliefde voor anime en games en is onder meer fan van Hatsune Miku. Deze belangstelling ontstond in Japan, waar ze tijdens haar dienstperiode gestationeerd was en waar ze onder de indruk raakte van met name de mode en kunst in de Japanse cultuur. Haar kenmerkende look – twee heel hoge en lange paardenstaarten en rooskleurige make-upblos over de wangen en neusbrug – is sterk geïnspireerd op animepersonages.

### Tatoeages
Poarch heeft meerdere tatoeages, waarvan ze naar eigen zeggen een deel nam om de littekens uit haar jeugd mee te bedekken. Haar eerste tatoeage nam ze tijdens haar eerste jaar in het leger. Haar grootste tatoeage is die op haar rug, van een schip met vleugels die uitspreiden over haar schouders en bovenarmen. Ze zegt dat het symbool staat voor haar tijd in de Navy waar ze voor de luchtvaart werkte op een vliegdekschip. Een tatoeage op haar arm, die gebaseerd was op de Rijzende Zonvlag, leverde haar veel kritiek op. Het zou staan voor Japans imperialisme en daarmee beledigend zijn voor met name Zuidoost- en Oost-Aziaten. Ze bood haar excuses aan en liet de tatoeage bedekken.